# Ecodonia
Ecodonia is een geslacht van vlinders van de familie spanners (Geometridae), uit de onderfamilie Ennominae.

## Soorten
- E. ephyrinaria Oberthür, 1913
- E. ephyrodes Wehrli, 1951
- E. minutaria Leech, 1897
- E. tchrinaria Oberthür, 1893